# Цивінський Олександр Ігорович
Олекса́ндр Ігорович Цивінський (нар. 1982, Львів, УРСР) — український держслужбовець, правознавець, директор Бюро економічної безпеки України з 6 серпня 2025 року.

## Життєпис
Народився 1982 року в місті Львів.

### Освіта
У 1999 році закінчив середню загальноосвітню школу №-27 в м. Львів.
У 2003 році з відзнакою закінчив Львівський інститут внутрішніх справ при Національній академії внутрішніх справ України за спеціальністю «правознавство».
Після цього вступив на заочний правознавчий факультет Львівського Національного університету ім. І. Франка, який закінчив.
У 2009 році закінчив магістратуру Львівського державного університету внутрішніх справ.
У 2023 році захистив дисертацію за темою «Відповідальність за заволодіння чужим майном, вчинене службовою особою, за кримінальним правом України», здобув науковий ступінь доктора філософії за спеціальністю право.

### Кар'єра
У 2003 році почав працювати слідчим у органах внутрішніх справ міста Львова. Перебував на службі на слідчих та керівних посадах в правоохоронних органах, учасник бойових дій.
У 2015 році після участі у конкурсі став детективом Національного антикорупційного бюро.
На цій посаді розслідував кілька резонансних справ, зокрема справу про «рюкзаки Авакова». Головним фігурантом в ній був син Арсена Авакова, який уник покарання. Всю провину взяв на себе його партнер  Володимир Литвин, який відшкодував державі майже 5 мільйонів гривень і отримав умовний строк.
6 серпня 2025 року Розпорядженням Кабінету Міністрів України № 821-р призначений Директором Бюро економічної безпеки України.